# Karl Gustav Hippius
Karl Otto Gustav Hippius (russisch Карл Густавович Гиппиус; * 1831; † 22. Augustjul. / 3. September 1880greg. in Sankt Petersburg) war ein deutschbaltisch-russischer Architekt und Aquarellist.

## Leben
Hippius war der Sohn des deutschbaltischen Malers und Lithografen Gustav Adolf Hippius und Bruder des Architekten Otto Pius Hippius. Der Großvater war der  evangelische Pastor Thomas Hippius. Hippius wurde frühzeitig von seinem Vater in allen künstlerischen Disziplinen unterrichtet.
Hippius studierte in St. Petersburg an der Kaiserlichen Akademie der Künste mit dem Abschluss als Freier Künstler 1855, worauf er auf eigene Kosten eine Studienreise ins Ausland unternahm. Nach seiner Rückkehr wurde er 1857 Architekt und Künstler der Transkaspischen Handelsgesellschaft und baute Speicher in Astrabad und Baku.

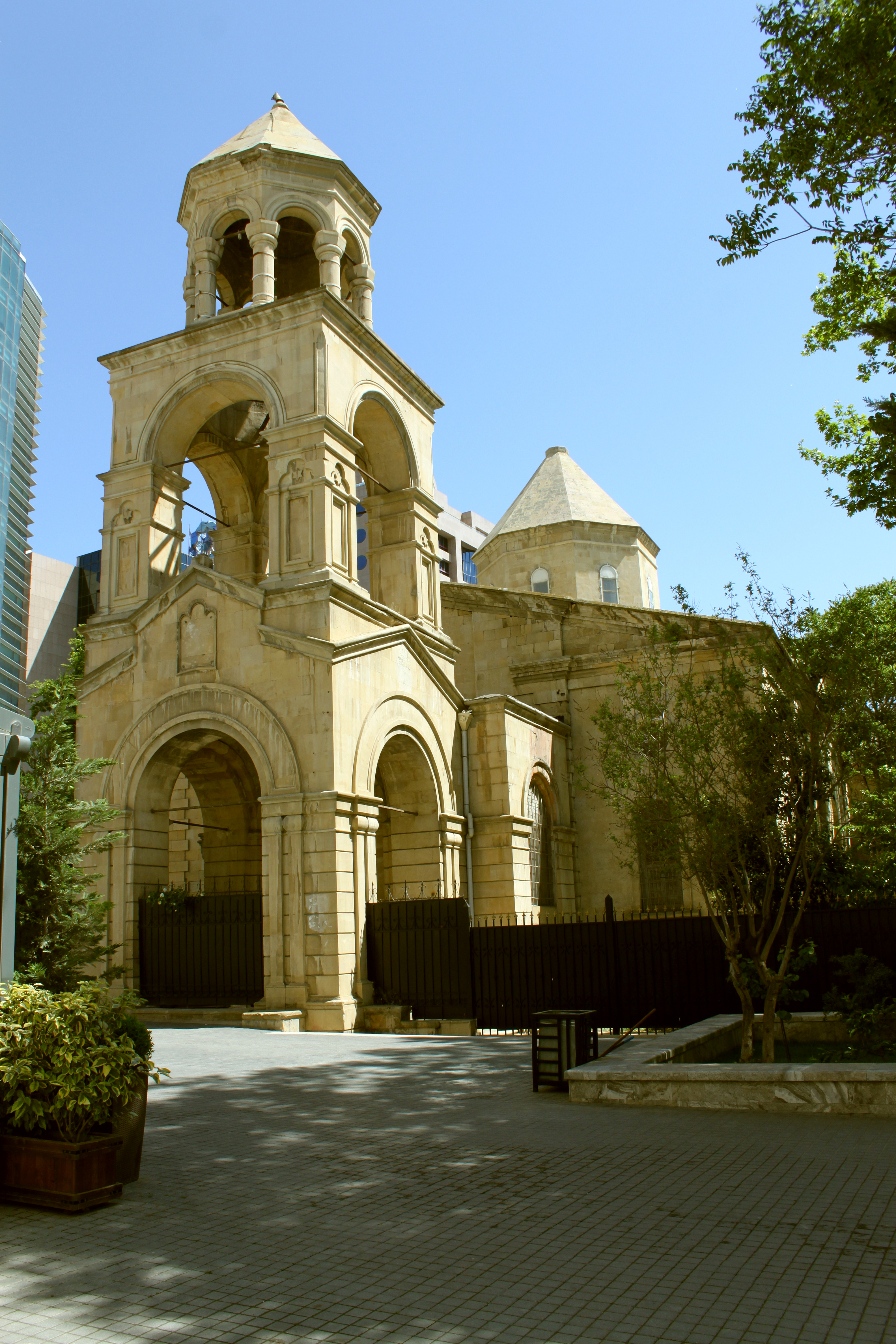
Kirche Gregor des Erleuchters, Baku

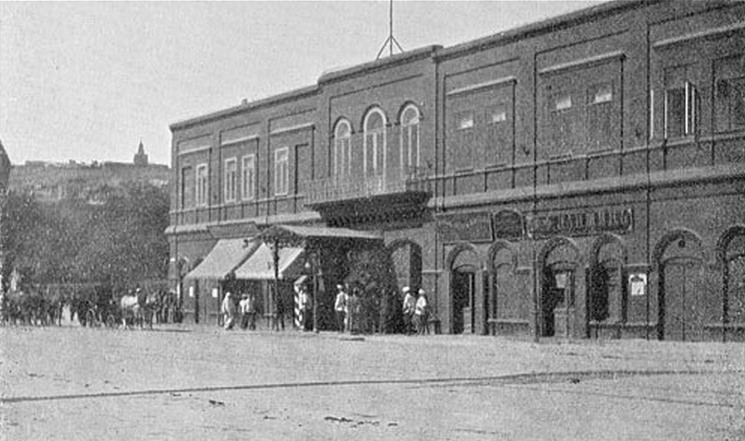
Gouverneurshaus, Baku

1859 trat Hippius in den Dienst der Hauptverwaltung des Kaukasus-Statthalters. Hippius untersuchte die Folgen des Erdbebens am 2. Dezember 1859 in der Provinzhauptstadt Schemacha, worauf nun Baku Provinzhauptstadt und Hippius dort Gouvernements- und Stadtarchitekt wurde. Hippius prägte das Stadtbild von Baku, indem er das Straßensystem regulierte, die befestigte Uferstraße anlegte und dort neben der ältesten armenischen Kirche der Gottesmutter die Kirche Gregor des Erleuchters (1863–1869) sowie Häuser für den Gouverneur (1865–1867), die Adelsversammlung und viele Privatleute baute. Er legte drei städtische Brunnen an und bewahrte den Khanspalast vor der Umwandlung in ein Gefängnis.
1867 wurde Hippius Gouvernementsarchitekt in Jerewan, wo er ein Gefängnis und eine Brücke über den Aras baute. Er erblindete auf einem Auge, unter dem Klima litt seine Gesundheit, und eine Funikuläre Myelose wurde festgestellt. Infolgedessen ließ er sich 1871 beurlauben und kehrte zur Behandlung nach St. Petersburg zurück. Er übernahm dort private Bauaufträge und war Architekt der Moskauer Feuerversicherungsgesellschaft und der Adelsversammlung.
Hippius war ein ausgezeichneter Aquarellist und malte ständig Landschaften und Bauwerke. Seine Werke verschenkte er an seine Bekannten. Erhalten blieb ein Album mit Ansichten des Etschmiadsin-Klosters.
Hippius starb nach einem Herzinfarkt und wurde in St. Petersburg auf dem Smolensker Friedhof in der lutherischen Abteilung begraben. Sein Sohn war der Architekt Karl Karlowitsch Hippius.